# 리처드 크루즈
리처드 애덤 크루즈(영어: Richard Adam Kruse, 1983년 7월 30일 ~ )는 영국의 펜싱 선수로 주 종목은 플뢰레이다. 올림픽에 세 차례 출전한 경험이 있는 선수이다.

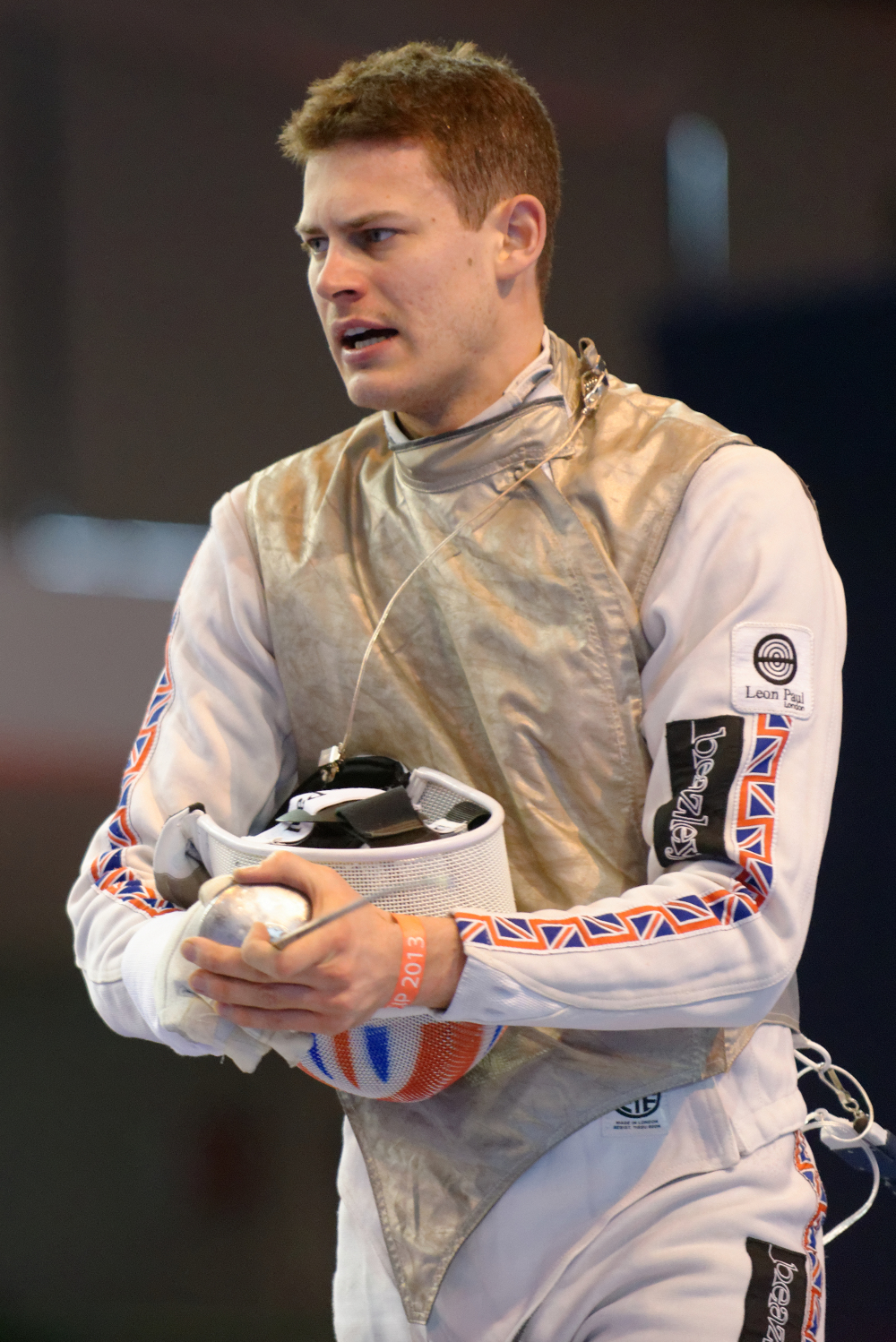
2013년 샬랑주 드 앵테르나시오날 드 파리 당시의 크루즈

크루즈는 2001년 유럽 주니어 (U-20) 선수권 대회의 남자 플뢰레 부문에서 은메달을 획득하였고, 2002년 같은 대회에서 금메달을 획득하였다.
그는 그리스 아테네에서 열린 2004년 하계 올림픽의 남자 플뢰레 개인전 출전하며 올림픽에 데뷔하였다. 그는 64강을 부전승으로 통과한 뒤 32강에서 중국의 왕하이빈을, 16강전에서 단 켈너를 이기고 8강에 올랐다. 그러나, 그는 이탈리아의 안드레아 카사라와의 경기에서 8-15로 패하며 8강에서 탈락하였다. 8강에 오른 그는 도쿄에서 열린 1964년 하계 올림픽 이래 영국 선수가 펜싱에서 기록한 최고 성적이었다. 2006년, 크루즈는 유럽선수권 대회에서 은메달을 획득하였다.
중국 베이징에서 열린 2008년 하계 올림픽에서 그는 남자 플뢰레 개인전에 다시 출전하였다. 그는 32강전에서 루마니아의 비르길 살리스칸을 이겼으나 16강전에서 독일의 페터 요피히에게 9-10으로 아깝게 패하며 8강 진출이 좌절되었다.
2009년, 크루즈 개인으로는 가장 성공적인 시즌이었다. 그는 쾨벤하운에서 열린 트로페 몽디알에서 우승하였고, 파리 대회에서는 준우승을 거두었다. 이후 그는 불가리아 플로브디프에서 열린 유럽선수권 대회에서도 준우승을 거두었다. 시즌 종료 후, 크루즈는 세계랭킹 5위에 랭크되었다.
2011년 대한민국 서울에서 열린 트로페 몽디알에서, 크루즈는 은메달을 획득하였다. 그는 결승전에 진출하기 전에 팀 동료 로렌스 할스테드를 16강에서 15-11로 꺾었고, 결승전에서 이탈리아의 안드레아 발디니를 만났다. 발디니는 이 토너먼트에서 크루즈를 15-14로 이기고 우승하였다.
크루즈는 폴란드 국가대표 펜싱 선수 출신의 영국 플뢰레 국가대표팀 코치 지에모비트 보이치에호프스키의 지도를 받고 있다.
2012년, 크루즈는 와카야마 대회에서 동메달을 획득하였다. 그는 이로부터 두달 후, 레냐노에서 열린 유럽선수권 대회의 예선전에서의 형편없는 활약을 보이며 45번 시드를 받았음에도 불구하고, 또다시 동메달을 획득하였다.